# Българска архитектура
Архитектурата заема важно място в културното развитие на народите, населявали българските земи. Територията на България е богата с разнообразни архитектурни паметници, построени от различни народи при различни епохи. Развитието на архитектурата в България минава през седем периода: от възникването ѝ до създаването на българската държава (VII век), средновековие (VII-XIV век), османско владичество (края на XIV – втората половина на XVIII век), Възраждане (втората половина на XVIII – 1877), от Освобождението (1878 – 1944), 1945 – 1980, 1980 – до наши дни.

## История

### До създаването на българската държава
Архитектурата преминава през 4 етапа:
- праисторическо строителство (през каменната, медната, бронзовата и началото на желязната епоха);
- архитектурата на древногръцките градове-колонии по Черноморието;
- архитектура на траките (VI-I век пр.н.е.);
- архитектура през римското и ранно византийско владичество.

Към най-ранните паметници – повече строителни, отколкото архитектурни, принадлежат праисторическите жилища (VI – III хил. пр.н.е.) разкрити при разкопки на селищни могили като Солницата (най-стар град и най-стара крепостна стена в Европа, най-старо обработено злато в света), Дуранкулак (най-старите улици и каменни къщи в Европа, най-старо обработено злато в света), Карановската селищна могила, както и селищните могили Юнаците и Гълъбнишка селищна могила; долмените от желязната епоха (I хил. пр.н.е.) в Родопите, Странджа и Сакар.
Същинско архитектурно развитие по българските земи започва в и покрай градовете, построени от траки, гърци и римляни. Към VII-VI век пр.н.е. елините създават по българското Черноморие градове-колонии – Дионисопол (Балчик), Одесос (Варна), Месембрия (днес Несебър), Аполония (днешен Созопол). Паметниците от това време са запазени само като развалини. В тях се откриват фрагменти от крепостни стени и отломки от древногръцки архитектурни детайли.
Информация за архитектурата на траките дават разкопките на основаните от тях градове – Кабиле (близо до Ямбол), Севтополис (западно от Казанлък), Пулпудева (Пловдив). Тракийската къща от Севтополис е близка по архитектура до българската селищна къща – основи от ломени камъни с разтвор на кал и върху тях паянтови стени (дървен скелет с пълнеж от кирпич), дървена покривна конструкция с обшивка от камъш; измазан с глина и върху него древногръцки плоски керемиди (тегули). Намерените при разкопките архитектурни детайли сочат гръцко влияние. По-добре запазени тракийски гробница са разкрити при село Мезек, Хасковско, и в Казанлък. Обикновено те са куполни пространства с различно дълго преддверие (дромос), засипани с пръст във формата на тракийска могила. Куполите са фалшиви. Строителният материал е камък, с изключение на Казанлъшката гробница, където е установена първата употреба на тухлена зидария в Европа.
Археологически резерват „Тракийска резиденция „Смиловене“ – построен преди повече от 2600 г. (към 2020 г.), разработен в периода 1961 – 2006 г.
Това, което я прави уникална, е фактът, че е градена с големи, идеално пасващи една с друга квадри (каменни блокове) – стил, характерен за градежите в Плиска и Преслав, за който се смята, че е внесен на Балканския полуостров от прабългарите. Интересното в случая е, че тракийска резиденция „Смиловене“ е построена по този начин преди 2600 г. от траките.
Изобилната от паметници архитектурна дейност на римляните обхваща 3 основни вида строеж: градове, крайградски вили, светилища и некрополи. По характер римските градове из българските земи се разделят на 3 групи: доизградени заварени гръцки колонии по Черноморието (Аполония, Месембрия, Одесос); запазени тракийски цитадели във вътрешността на страната – Кабиле и Филипопол (Пулпудева), както и разширени тракийски селища в Мизия и Тракия – Марцианопол (Девня), Никополис ад Иструм (при село Никюп, Великотърновско), Улпия Сердика (София), Августа Траяна (Стара Загора), Пауталия (Кюстендил), Никополис ад Нестум (край село Гърмен, Гоцеделчевско), нови градове, развили се от гражданските предградия към гранични римски военни лагери – Рациария (при село Арчар, Видинско), Ескус (до село Гиген, Никополско), Нове (при Свищов), Доросторум (Силистра) и други. Повечето български градове възникват в римско време. За разлика от подобни селища в други части на Империята формата и уличната мрежа на римските градове в българските градове не е правоъгълна, а е съобразена с даденостите на топографията (по-късно – отличителен композиционен принцип на българската архитектура). За високото равнище на римската архитектура свидетелстват комплексът от обществени сгради в центъра на София (втората половина на IV век) с Ротондата свети Георги и крепостните стени, стадионът в Пловдив, Античен театър (Пловдив), римските терми във Варна, сгради и архитектури фрагменти от Ескус, Никополис ад Иструм, Августа Траяна и други. Развалините на римските земевладелчески вили, разграбени и разрушени при варварските нашествия свидетелстват за забележителни размери и сложност на разпределението (при Мадара, Шуменско) и за високо художествени мозаични подове (римска Вила Армира при Ивайловград). Някои от тях са изградени като малки крепости поради несигурните времена (квартал Орландовци в София). Развалини от езически светилища се намират на различни места в страната – при село Паталеница, Пазарджишко, при село Копиловци, Кюстендилско, и другаде. В гробищната архитектура са запазени някои композиционни принципи от тракийския етап и се създават доста нови. Уникални представители са куполната гробница при Поморие с пръстеновиден свод и късноантичната Силистренска гробница, покрита с полуцилиндричен свод и богато украсена със стенописи (IV век).

През етапа на ранновизантийското владичество (V-VI век) се извършва преход между древността и средновековието, по българските земи се издигат крепости срещу варварските нашествия, възстановяват и се благоустройват селища, изграждат се много църкви за новата държавна религия – християнството. 
 Запазените фрагменти показват голямо разнообразие на раннохристиянски типове черкви – базиликални, зални, еднокорабни, кръстовидни, смесени, кръгли. Най-разпространена е трикорабната базилика с три варианта покрив – дървен, засводен и купол. Зидарията на стените е тухлена или смесена – камък и тухла, а на сводовете и куполите – само тухла. Повечето базилики са големи, богато изписани отвътре с фрески, без украса в екстериора, слабо разчленени, следват силуета на късно елинските базилики, но са разкрити и обекти с малоазиатски и сирийски влияния. В българските земи се срещат и смесват различни школи, на чиято основа се създава местната традиция, залегнала по-късно в основата на средновековната българска архитектура. Останки от разцвета на ранновизантийската архитектура в страната са базиликата „Света София“ (V-VI век), дала името на столицата, „Старата митрополия“ (втората половина на V век) в Несебър, засводените базилики в село Голямо Белово, Пазарджишко (V век), четириконхалната Еленска базилика при Пирдоп (V-VI век), Червената църква при Перущица и други.

### Средновековие
Архитектурата на българското средновековие (VII – XIV век) се създава от прабългарите въз основа на архитектурата на народите, населявали по-рано българските земи и под влияние на Византия. Преминава два основни етапа:
- Архитектурата през Първата българска държава (681 – 1018 г.);
- Архитектурата през византийското владичество и Втората българска държава (1018 – 1396).

Централизираната и стегната организация на Първата българска държава намира израз в строежа на нови престолни градове – Плиска и Велики Преслав, и в едрия мащаб на архитектурата – мощни крепостни съоръжения, монументални тронни палати и дворци, величествени храмове. Богатата украса на сградите стимулира развитието на монументално-декоративното изкуство – каменна пластика, стенописи, мозайки, инкрустации, самобитна българска монументална керамика. За разлика от предходния етап на ранното византийско владичество по-рядко се усеща тухлата, а по-често – зидарията от големи каменни квадри на варов разтвор и рядко – ломени камъни, свързани с глина. Засипаните с пръст отломки от богатата архитектура в Плиска и Преслав сочат единна градоустройствена концепция, съобразена с даденостите на местността. Неправилен многоъгълник („външен град“) се огражда от външен защитен пояс (в Плиска – земен ров с насип, а в Преслав – каменна крепостна стена). Във външния град са скромните жилища на народа, работилниците за керамика и други занаяти и много черкви. Втората (вътрешната) крепостна стена е каменна и в двете столици; тя охранява „вътрешния град“, от който са запазени само в основи (със следи от богата украса) тронна зала, двореца на владетеля, дворцовата черква, болярските жилища, стопански и караулни помещения. Двата най-внушителни археологични паметника – Голямата базилика в Плиска и Кръглата църква („Златната Симеонова черква“) в Преслав, олицетворяват две коренно различни концепции за архитектурния мащаб и образ.
През етапа на византийското владичество и Втората българска държава (XI-XIV век) архитектурата издребнява по мащаб, като отразява разрастващата се феодална разпокъсаност. Съвършената техника на градеж с правилни едри квадри се заменя със зидария от дребен ломен камък на варов или глинен разтвор с изравнителни пояси от дървени греди. За нуждите на феодалния стой се укрепяват градовете (Търново, Червен (при Русе)), строят се болярски крепости и кули (при селата Мезек и Маточина, Хасковска област, Асеновата крепост, Баба Вида и други). Черковната архитектура заема значителна част от строителната дейност; за сметка на базиликата преобладават други типове – кръстокуполни, еднокуполни сгради и техните варианти. По-дребни по размери, те се отличават с колоритна композиция на фасадите, с контраст между редуващите се появи от камък и тухли на бял варов разтвор, с глухи ниши, дребни аркатури, зъбчати корнизи, разноцветни керамични розети, геометрични орнаменти от тухли. С тази украса се облицова отвън грубата зидария от ломен камък, отвътре стените са със стенописи. Примери на високо художествено равнище в „живописен стил“ са преди всичко несебърските черкви – „Свети Иван Неосветени“ („Свети Иван Алитургетос“), „Пантократор“, „Новата митрополия“ и други. Друга архитектурна концепция се прилага при други черкви се прилага в Западна България – малки централни кубични тела имат църквите „Свети Иван Богослов“ на Земенския манастир, Пернишко, „Свети Никола“ при Сапарева баня, Кюстендилска област, и други.

### Османско владичество
Архитектурата през османското владичество (1396 – втората половина на XVIII век) се обуславя от 3 предпоставки:
1. Прекъсната е местната архитектурна традиция – разграбени и разрушени са повечето представителни сгради на държавния апарат (дворци, замъци, крепости) и средища на културата (манастирски школи и библиотеки, черкви и други); оцеляват някои църкви, преустроени като джамии („Свети четиридесет мъченици“ в Търново, „Свети Георги“, „Света София“ в София);
2. Османската империя, заместила унищожената българска държава, не инвестира в български архитектурни обекти, забранява строежа на големи каменни черкви, звънарници и придава на селищата ориенталски облик като издига свои джамии (Бююк джамия и Баня Баши джамия в София – XV и XVI век, Ахмед бей джамия в Кюстендил – XVI век, Джумая джамия в Пловдив – XIV век, Ибрахим паша джамия в Разград – XVII век, Томбул джамия в Шумен – XVIII век), медресета, текета, калета (крепости) (възстановени български крепости в Белоградчик и Баба Вида във Видин и някои нови като Видинска крепост, Никополска крепост, Меджиди табия), кервансараи (Куршум хан в Пловдив, разрушен през 1934 г., Чохаджийски хан в София, разрушен след Освобождението (1878 г.), в Харманли, Пазарджик, Кюстендил и другаде), безистени ( в Ямбол, Шумен), бани (хамами);
3. Османската империя е носител на чужда култура, враждебна на българската и на цялата европейска култура. Затова българската архитектура, изолирана от западноевропейското развитие, не преминава стиловата поредица готика, ренесанс, барок, рококо, класицизъм.

Въпреки непоносимите политически и икономически условия развитието на българската архитектура през владичеството не замира напълно. Архитектурните паметници от това време са главно черковни и жилищни сгради. Благодарение на нетърпимостта на Мехмед II (1444 – 1446, 1451 – 1481) някои български първенци възстановяват манастирски черкви: Радослав Мавър – Драгалевския манастир, Радивой – Кремиковския манастир. Възстановен е Рилският манастир. По-слабата турска колонизация на западните български земи позволява тук да се построят повече нови черкви. Често ктитори са различните еснафи: самарджийският – на „Света Петка Самарджийска“ в София, симитчийският – на манастирската черква при село Курило, Софийско. Поради тежките икономически условия и религиозна дискриминация не се създават нови архитектурни типове, нито се доразвиват старите (например базиликата), а се използват най-простите форми на средновековна култова архитектура. Черквите са скромни, ниски, еднокорабни постройки, без звънарни кули, малко се отличават от бедните къщи на раята. По-редки, но по-значителни по архитектурни достойнства са малкото черкви, построени в Източна България – „Рождество Христово“ и „Свети Архангели“ (XVII век) в Арбанаси. Към тях спада най-значителната творба на сакралната архитектура от този период – съборната черква „Света Богородица“ в Бачковския манастир (1604).
Към българските жилищни сгради от периода XIV-XVIII век се причисляват и няколко жилищни кули – Пиргова кула в Кюстендил (XV-XVI век), Куртпашова кула (XVII век) и Кулата на Мешчиите (XVI век) във Враца и други. Въпреки че са бейски и спахийски жилища, те продължават стари местни традиции (болярски кули) и се свързват с българската народна къща. Кулите са със строги, затворени невисоки (10 – 15 метра) кубични обеми, архитектурно добре отразяват защитната си функция. Подобен, но не така строг е особеният местен тип къщи-крепости в Банско (Веляновата къща), както и арбанашките къщи (Констанцалиева къща, Хаджиилиева къща и др.), изградени през XVI-XVII век от заможни търговци, ползващи се със специални привилегии. Преобладаваща част от жилищни сгради са бедни едноетажни хижи, честно вкопани в земята, без архитектурна стойност. Между редките изключения с високи художествени качества е сглобената от дървени талпи Павликянска къща в Копривщица – овчарско жилище, оцеляло въпреки кърджалийските палежи.

### Възраждане
Архитектурата на Българското възраждане (края на XVIII век до 1877 г.) отразява общия икономически, политически и културен подем в живота на българския народ. Разрастването на занаятите и търговията и преминаването на голяма част от тях в ръцете на поробения български народ предизвикват голямо преселение към градовете (София, Пловдив, Шумен, Русе, Видин), чийто облик се променя – става по-български. Развиват се и някои чисто български занаятчийски и търговски средища (Габрово, Котел, Калофер, Карлово, Копривщица, Панагюрище, Сопот) с негеометрична планова структура и живописна обемно-пространствена композиция, органически свързани с особеностите на местността и с концентрацията на занаятите и търговията, разпространени по отрасли из централната улица (чаршия). Обликът на някои селища (Трявна) се определя от сключеното двуетажно застрояване на главната улица, а на други (Копривщица) – от високите зидове и акцентите на групи от порти. Поради пълната културната изолация през османското владичество българските строители са майстори-практици, творци на народно строително изкуство. Ренесансовият характер на целокупното българско художествено творчество през този период слага край на предишната анонимност. Върху черквите и сградите се появяват, макар и рядко, имената на техните строители (по стените на Рилския манастир са подписани Алекси Рилец и Майстор Миленко, на Хаджидимитровата къща в Карлово – майсторите Спас, Иван и Нон, на Джамбазовата къща в Карлово – Майстор Патьо, и други). Широка известност получават късновъзрожденските майстори Уста Генчо, Никола Фичев и неговият учител Уста Вельо, всеки от тях изработва свой архитектурен почерк.
Жилищното строителството заема значителна част от възрожденската жилищна архитектура, оказва голямо влияние върху нейния характер и се отличава с богатство на различни типове къщи, развили се на сравнително неголяма територия: западна, тетевенска, копривщенска, тревненска, жеравненска, родопска, странджанска, черноморска, пловдивска. Систематизацията им се извършва по различни белези:
- по топографския характер на района – планински и полски;
- по строителен материал – каменни, дървени, от кирпич, плет и смесени;
- по конструкция – с носещи зидове, стълбово-талпени, паянтови, смесени;
- по планова съдържание – чардачни и безчардачни;
- по композиция – симетрични и несиметрични, и други.

Възрожденското жилищно строителство преминава през три етапа, подчинени на периодизацията на общото икономическо развитие: от края на XVIII до 30-те години на XIX век; от 30-те години на XIX до 60-те години на XIX век; от 60-те години на XIX век до Освобождението през 1878 г. През първия етап възрожденската къща се появява предимно в планински райони, в няколко процъфтяващи български селища (Трявна, Жеравна, Котел, Боженците, Копривщица, Сопот, Банско, Мелник, Самоков). Вторият етап е по-кратък от първият, но стилово е по-разнороден. По това време важно културно и стопанско средище в българските земи става Пловдив. Конструктивната правдивост на ранновъзрожденската къща се измества от декоративност и представителност – отражение на самочувствието на зараждащата се буржоазия.
Жилището се обогатява с повече помещения – по-просторни и по-хигиенични. Пловдивската симетрична къща се среща в два основни варианта – с една надлъжна ос на симетрията (къщата на хаджи Драган Калофереца в Пловдив, Десьовата къща и Лютовата къща в Копривщица) и с две взаимно перпендикулярни оси на симетрията (Каблешковата къща в Копривщица и Куюмджиоглувата къща в Пловдив).
През третия, най-кратък етап, възрожденската къща се развива в две посоки – в Пловдив и в селищата, изпитали неговото влияние, се усъвършенства пловдивският тип симетрична къща; в останалите населени места регионалните типове остават почти неизменени през последните два етапа. В средата на XIX век от Запад започва да прониква класицизмът и да се прилага пловдивският тип главно при външната декорация на сградите. Разпространението на стенописите в интериора се обяснява с любовта на българина към богатството на багри, проявило се още през средновековието.
През Възраждането архитектурата израства не само по размери, типове и изпълнения на къщите, но се обогатява и с различни обществени сгради, които дотогава са били монопол на завоевателя. Поели значителен дял на търговията, към средата на XIX век българите строят и търговски сгради – мази (в Севлиево, Търново, Сливен, Карлово, Сопот, Самоков). За нуждите на търговията и занаятите българските еснафи издигат часовникови кули, които изменят облика на селищния силует, определян в много селища главно от минаретата. Това въздействие се усилва от нови свободно стоящи черковни камбанарии („Света Марина“ в Пловдив, „Света Троица“ в Банско, която е и часовникова кула). Възрожденското черковно строителство върви от дребен към едър мащаб, от проста към сложна форма, от сдържана скромност към монументална изява. В противовес на подчертания хоризонтализъм на възрожденската къща в култовата архитектура се налага вертикално членение през тънки декоративни каменни пиластри ("Свети апостоли Петър и Павел в Сопот от майстор Никола Троянов-Брациговец, 1846). Над единия дотогава покрив израства барабан, увенчан с купол, дублиран често на запад от камбанария – композиция, присъща на средновековната българска черковна архитектура и възродена главно от Никола Фичев. Забележителни мащабни постижения на възрожденската архитектура са манастирските комплекси – Рилски манастир, Роженски манастир, Троянски манастир, Преображенски манастир. Изградени около черквата като затворени дворове в продиктувана от терена направилна многоъгълна форма, манастирските сгради показват навън сурова затворена архитектура и изненадват с веселия колорит на вътрешния двор (Рилският манастир) или с топлотата на дървените чардаци (Рожен).
През Възраждането започва строителството и на училищни сгради. Добре запазени са сградите на някои взаимни училища (в село Рабиша, Видинско). Външната им архитектура е като на жилищата, различават се само по вътрешното разпределение. От втората половина на XIX век се строят класни училища. При тях се използват някои елементи на жилищните сгради (портик, фронтон), но по размери и обем те доминират. Някои класни училища се сторят по чужди образци – Априловската гимназия в Габрово, строена от Уста Генчо по планове от Одеса.
Някои български майстори спечелват доверието на османската власт, която им възлага имперски строежи, например мостовете при Бяла и Ловеч (Беленски мост и Покрития мост) и Конака във Велико Търново, изграден от Никола Фичев.

### След Освобождението
През първите двадесет години след Освобождението обществената и жилищната архитектура са почти изцяло дело на чужденци – архитекти, строители и декоратори, дошли да работят в България за определен срок или за да изпълнят определен проект. Преобладаващата част от тях са от Австро-Унгария, но има и германци, поляци, арменци и италианци.
Първата генерация български архитекти започва творческия си път около 1900 г. и работите им са повлияни от стилове като Сецесион, Неокласически стил, Барок, Неовизантийски стил, Възрожденски стил и др. Групата, която първа завършва академичното си образование в елитни политехники на Европа, се състои от няколко души: Йордан Миланов, Петко Момчилов, Пенчо Койчев, Наум Торбов, Антон Торньов и Никола Лазаров.

## Архитектура като професия
В България професията „архитект“ се регулира от Закона за камарите на архитектите и инженерите в инвестиционното проектиране (ЗКАИИП). За упражняването ѝ е необходимо освен получаване на висше образование по специалността и придобиване на правоспособност по реда на ЗКАИИП. Такава правоспособност се признава от Камарата на архитектите в България (КАБ).
Работата на архитекта включва някои от следните дейности:
- раждане на архитектурна идея
- предварителни (прединвестиционни) и обемно-устройствени проучвания;
- изработване на инвестиционни проекти;
- подготовка на тръжни книжа за избор на изпълнител на инвестиционни проекти;
- съдействие на възложителя при реализация на проекти;
- авторски надзор;
- експертни дейности и консултации;
- изготвяне на екзекутивна документация;
- участие в процедури за въвеждане на обекти в експлоатация;
- ангажименти в рамките на гаранционните срокове.

### Законови рамки в България
Дейността на архитектите, строителите и инвеститорите в България се регулира със „Закона за устройство на територията“, в сила от 31 март 2001 година. Законът е променян 76 пъти.

### Образование
В България обучение и дипломиране на архитекти става в:
- „Университет по архитектура, строителство и геодезия“ През 1943 г. – една година след основаването на първото Висше техническо училище в България – се открива специалността Архитектура. През 1951 г. е основан и Архитектурният факултет с 8 катедри. В Архитектурния факултет на УАСГ се извършва обучение и подготовка на студенти по специалностите „Архитектура“ и „Урбанизъм“.
- Висше строително училище „Любен Каравелов“ – Факултет по архитектура е открит през 2006 г. Във факултета се провежда обучение средно образование в специалности: „Архитектура“ за придобиване на професионална квалификация Архитект, нотифицирана в Европейския съюз; „Строителство и архитектура на сгради и съоръжения“, степен бакалавър с професионална квалификация инженер-архитект. Завършилите бакалавърска или магистърска степен могат да придобият и степен магистър по специалностите „Опазване на архитектурното наследство“, „Дизайн“ и „Урбанизъм“.
- „Лесотехнически университет“ Факултетът по екология и ландшафтна архитектура подготвя специалисти по ландшафтна архитектура
- Варненски свободен университет „Черноризец Храбър“ Обучението по специалност „Архитектура“ започва през учебната 2002/2003 г. с прием на 39 студенти, а през 2008 г. е дипломиран и първият випуск архитекти. През юли 2006 г. Националната агенция за оценяване и акредитация дава положителна оценка на проекта за откриване на специалност „Архитектура“ като една от регулираните професии, а през следващите години са дадени програмни акредитации за обучение по ОНС „доктор“ по научни специалности „Архитектура на сгради, съоръжения и детайли“, „Териториално и ландшафтно устройство и градоустройство“ и „Синтез на архитектурата с другите изкуства, интериор и архитектурен дизайн“. Развитието на специалностите „Архитектура“ и „Дизайн“ е в съответствие с образователната мисия на ВСУ, която предвижда гъвкава реакция към промените в пазара на труд и изграждане на висококвалифицирани и конкурентноспособни кадри. Те са интегрирани с други специалности в Архитектурния факултет – „Строителство на сгради и съоръжения“ и „Пожарна и аварийна безопасност“ и др.